# الزيتونة (قصرش)
بلدية الزيتونة أو (نقحرة: أسيتونا) (بالإسبانية: Aceituna)‏، هي بلدية تقع في مقاطعة قصرش والتي تقع في منطقة إكستريمادورا، غرب إسبانيا.
يبلغ عدد سكانها 657 نسمة وفقاً لإحصائية سنة (2002).